# Kloster Pöhlde

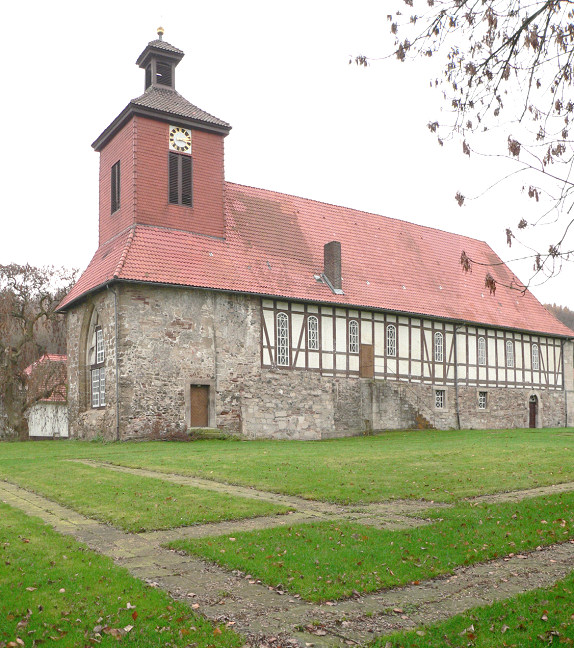
Pöhlder Kirche; im Rasen Markierung der Grundmauern des Klosters (Kreuzgang)

Das Kloster Pöhlde war ein Prämonstratenserkloster (anfangs ein Benediktinerkloster) in Pöhlde, einem kleinen Dorf, das heute zur Stadt Herzberg am Harz in Niedersachsen gehört.

## Geschichte
Das Kloster ist wahrscheinlich um die Mitte des 10. Jahrhunderts als Pfalzstift gegründet und in den folgenden Jahrzehnten in ein Benediktinerkloster umgewandelt worden.
Heinrich der Vogler übergab die Ländereien von Pöhlde im Jahr 927 an seine Gattin Mathilde die Heilige als Wittum. Dies ist die früheste schriftliche Erwähnung des Ortes.
Gewidmet war das Kloster Johannes dem Täufer und St. Servatius. Die Abtei wurde 952 von Mathilde gegründet und erhielt großzügige Stiftungen von ihrem Sohn Otto I. Das Kloster profitierte sehr von seiner engen Verbindung zur damals ebenfalls in Pöhlde gelegenen Pfalz Pöhlde und war zeitweise eines der reichsten Klöster Deutschlands.
Die älteste echte urkundliche Erwähnung des Klosters St. Servatius ist die Schenkungsurkunde Ottos II. von 981.
Im Kloster Pöhlde entstand eine bedeutende Handschrift des Mittelalters, die Pöhlder Annalen.
Norbert von Xanten, Erzbischof von Magdeburg, machte das Kloster 1129/30 zur ersten Prämonstratenserpropstei Norddeutschlands.
Zum Kloster Pöhlde gehörte auch der sogenannte Pöhlder Hof in Duderstadt. Dabei handelte es sich um einen Klosterhof. Unter anderen gehörte auch die Pfarrkirche St. Albani in Göttingen zum Klöster Pöhlde.
Im Jahr 1200 brannte die alte romanische Kirche nieder. Ihr gotischer Nachfolger wurde 1240 geweiht.
1525 wurden Kirche und Kloster im Bauernkrieg von Bauern aus dem Eichsfeld zerstört. Die Mönche zogen nach Duderstadt. 1533 löste Herzog Philipp von Grubenhagen in der Reformation die Abtei auf und übernahm deren Besitz.
1629 scheiterte ein kurzer Versuch, die Abtei wiederzubeleben. Später im Dreißigjährigen Krieg wurde das Wenige, was auf dem Gelände verblieb, völlig zerstört. Nach dem Westfälischen Frieden wurde die heutige Fachwerkkirche auf den Fundamenten des Langhauses der zerstörten Abteikirche errichtet.

## Heutige Situation
Es gibt keine sichtbaren Spuren des Klosters. Zwischen 1971 und 1974 wurden einige Überreste des Klosters sowie der Pfalz, mit der die Klostergebäude physisch verbunden waren, bei archäologischen Ausgrabungen freigelegt, aber zur besseren Erhaltung wieder bedeckt. In der Rasenfläche wurde der Verlauf der Mauern markiert.